# Ђуро Дамјановић
Ђуро Дамјановић (Голеши, 6. мај 1945 — Бања Лука, 25. фебруар 2009) био је српски књижевник (пјесник, приповједач и романсијер).

## Биографија
Рођен је на Ђурђевдан у Голешима поред Бање Луке. Дипломирао је на Филолошком факултету Универзитета у Београду. У својим дјелима, највише је писао о Змијању. Приповјетку Голимјесто је објавио 1974, а 1977. је због исте критикован у југословенској штампи након чега се повукао из јавног живота и одао алкохолу.
Преминуо је у Бањој Луци, а сахрањен је у родним Голешима.

## Награда Удружења књижевника Српске „Ђуро Дамјановић“
Удружење књижевника Српске је у част Ђуре Дамјановића установило књижевну награду која носи његово име. Награда „Ђуро Дамјановић“ је први пут додјељена Предрагу Гуги Лазаревићу у мају 2011.

## Признања
- Кочићева награда (1995)
- Награда Бранко Ћопић
- Награда Исидора Секулић за Магла у рукама.
- Ракићева награда за приповјетку Голимјесто.

## Дјела
Аутор је бројних дјела и збирки приповједака, пјесама и романа, те књига за дјецу. Ђуро Дамјановић је уврштен у антологију „Златни век српског песништва 1910/2010“ Селимира Радуловића у којој се налази 25 највећих српских пјесника 20. вијека.
- Једнодневни дневник,
- Земунска хроника,
- Негдје нешто пјева,
- Голимјесто, (1974)
- Србијана,
- Источно од неба,
- Авала,